# Hansaliyya
La confraria hansaliyya fou una confraria religiosa apareguda al Marroc i que es va establir més tard a Algèria, a la regió de Constantina. Va tenir origen en una zàwiya fundada al segle xii per un amazic del Sus, però que no va agafar gaire importància fins al segle xvii, quan va ser refundada; el 1730 es va estendre a Constantina, on, d'aleshores ençà, va tenir el seu centre.